# Бочки
Бо́чки — село в Україні, у Хорольській міській громаді Лубенського району Полтавської області. Населення становить 59 осіб. До 2020 орган місцевого самоврядування — Штомпелівська сільська рада.

## Географія
Село Бочки знаходиться на одному з витоків річки Рудка, на відстані за 1 км від сіл Штомпелівка, Ковтуни і Наталівка. Поруч проходять автомобільна дорога М03 та залізниця, станція Хорол  за 4 км.

## Історія
В кінці XVI століття українське козацтво під проводом Северин Наливайка вело визвольну війну проти польської влади. В лісі, який розкинувся на схилах яру, що підковою охоплював степ, були розташовані козацькі склади, бойові припаси і продовольчі снасті, які зберігалися в бочках. Після розгрому в Солоницькому таборі на вільних землях поселилися кілька козаків, ці поселенці називалися „бочани”, а хутір – Бочки. 
Найстарші жителі пам’ятають, що було 9 будівель, що тулилися понад яром. Минали роки і бочани переселилися на 1 км на південь до схилів другого яру, який перетинав шлях Кременчук-Ромодан, це місце є і нині.
1917 село увійшло до складу УНР, а після серії інтервенцій большевицької та білої Росії опинилося під окупацією Москви до 1941 року. 1929 комуністи почали грабувати незалежні господарства і заганяти у так звані калхози. Навесні 1931 року, напередодні проведення Голодомору, в Бочках була створена артіль «Комунар». В 1932 році артілі навколишніх хуторів Бочківської сільської ради комуністи об’єднали в один колгосп «Комунар» і почали розкрадати все їстівне, довівши людей до голоду. Із тих людей, що уціліли, в 1934 році створено 2 колгоспи: «Вільне життя» (село Бочки) та колгосп «Правда» (село Ковтуни). 
Напередодні союзу нацистської Німеччини та сталінського СРСР, 1938 році господарство мало 5  тваринницьких ферм, 1 автомашину, 14 сівалок, 22 плуги та інший інвентар. В селі було побудоване типове приміщення початкової школи. 1941 село звільнено від комуністів, а 1943 вони знову повернулися, а 1946 організували новий Голодомор. Людей примушували працювати безкоштовно, знущалися на удовами та фронтовиками. 
З 1991 село Бочки у складі відновленої Української Держави.
12 червня 2020 року, відповідно до розпорядження Кабінету Міністрів України № 721-р «Про визначення адміністративних центрів та затвердження територій територіальних громад Полтавської області», село увійшло до складу Хорольської міської громади..
19 липня 2020 року, в результаті адміністративно - територіальної реформи та ліквідації Хорольського району, село увійшло до складу новоутвореного Лубенського району.

## Населення

### Мова
Розподіл населення за рідною мовою за даними перепису 2001 року:
| Мова       | Кількість | Відсоток |
| ---------- | --------- | -------- |
| українська | 107       | 96.4%    |
| російська  | 4         | 3.6%     |
| Усього     | 111       | 100%     |